# Abell 2744
Abell 2744, також відоме як скупчення Пандори — велетенське скупчення галактик, результат одночасного зіткнення щонайменше чотирьох окремих невеликих скупчень галактик, яке тривало протягом 350 мільйонів років. Галактики в скупченні становлять менше п'яти відсотків його маси, газ (приблизно 20 %) настільки розігрітий, що він випромінює здебільшого в рентгенівському діапазоні. Темна матерія становить до 75 % маси скупчення.
У скупченні спостерігається радіогало (як і в кількох інших скупченнях Abell). У цьому скупченні сильне центральне гало й витягнутий хвіст, який може бути реліктовим випромінюванням або розширенням центрального гало.
Ренато Дупке (Renato Dupke), член команди, яка вивчала скупчення, пояснив походження назви: «Ми назвали його скупченням Пандори, тому що зіткнення розпочало багато різних і дивних явищ.»

## Галерея

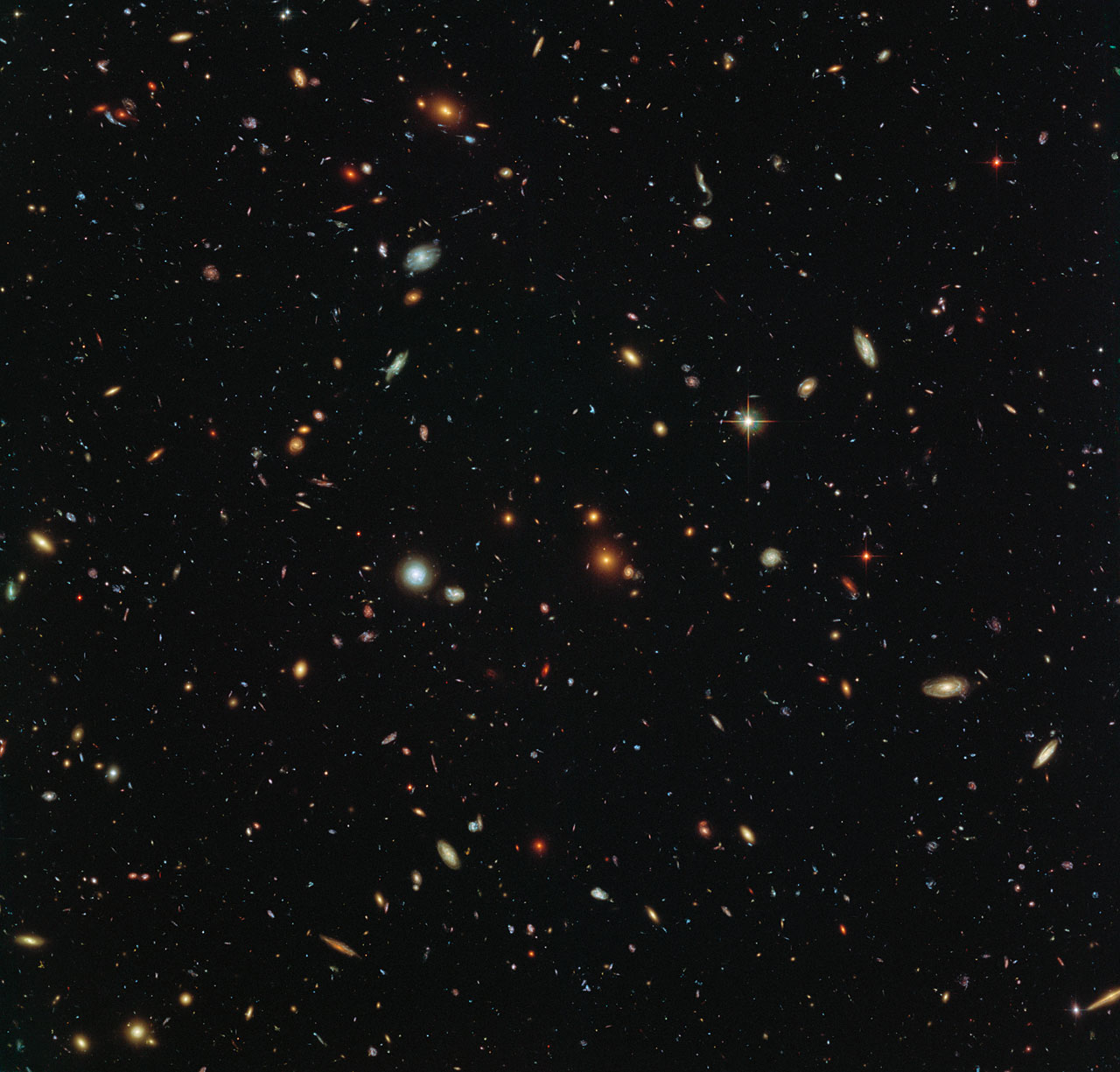
Гігантське скупчення галактик Abell 2744, спостережуване в рамках програми Frontier Fields[6].
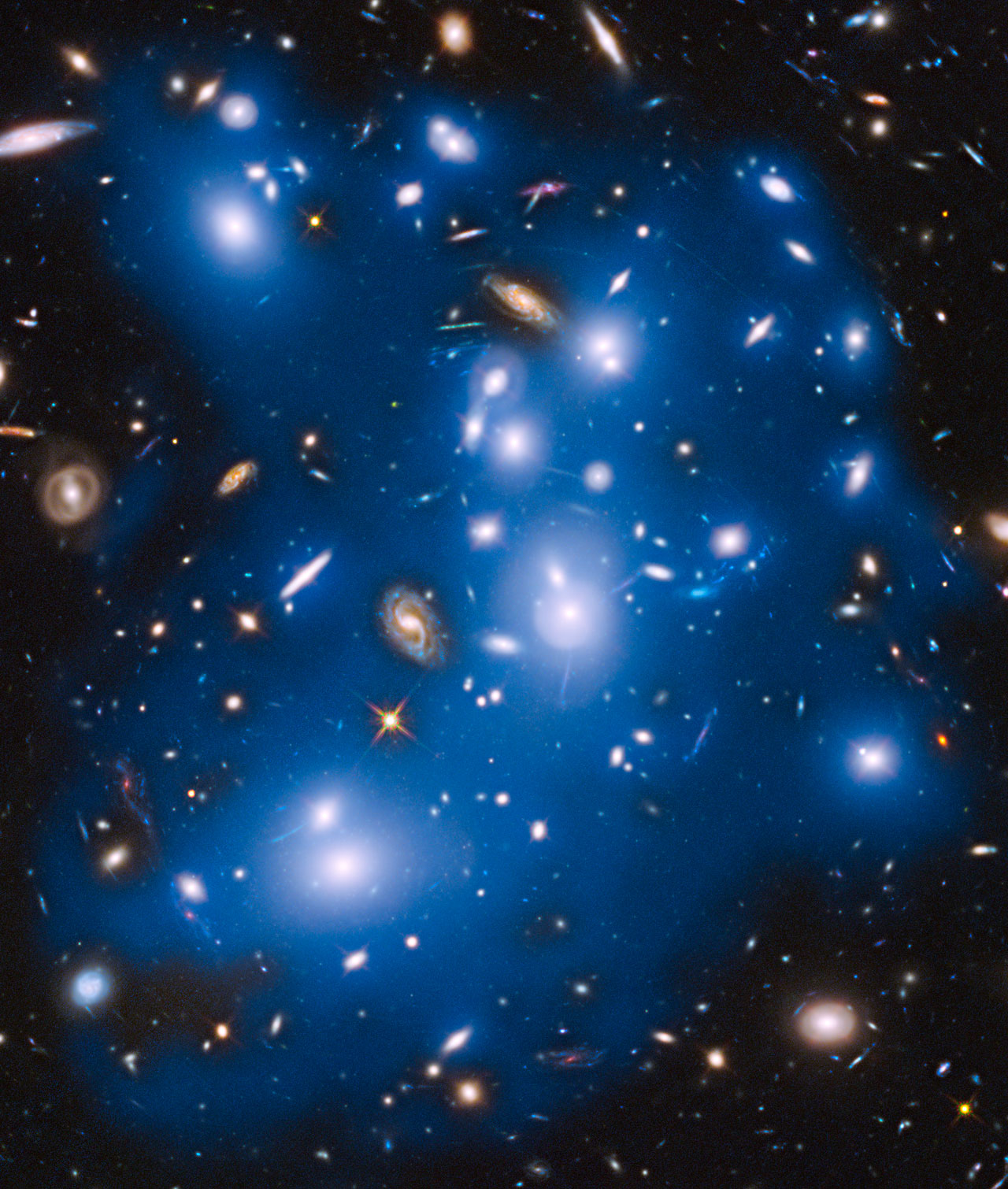
Галактики, які не пофарбовані синім, знаходяться перед і за скупченням і не є частиною скупчення[7].
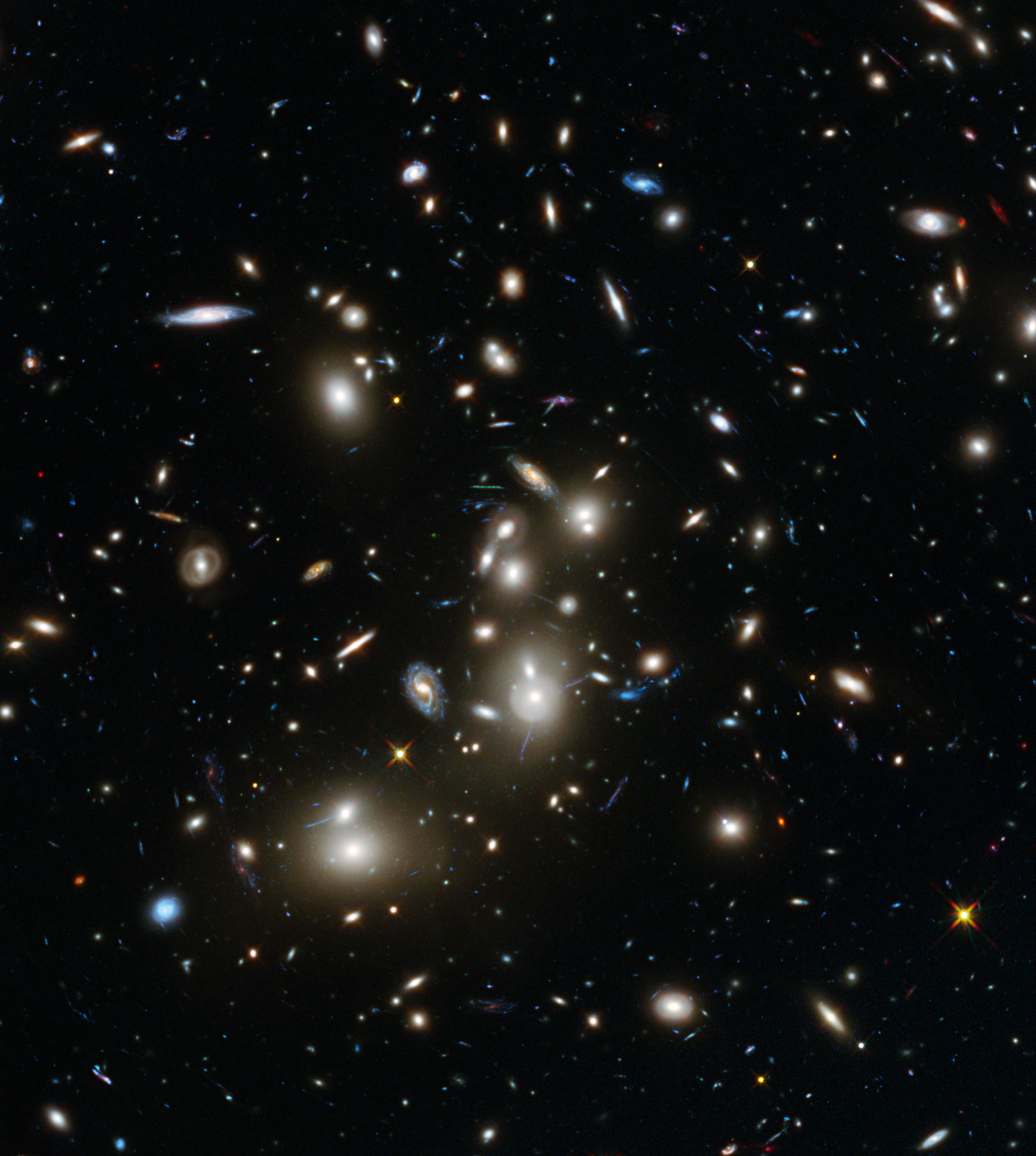
Скупчення галактик Abell 2744 — програма Хаббл Frontier Fields (7 січня 2014)[8].
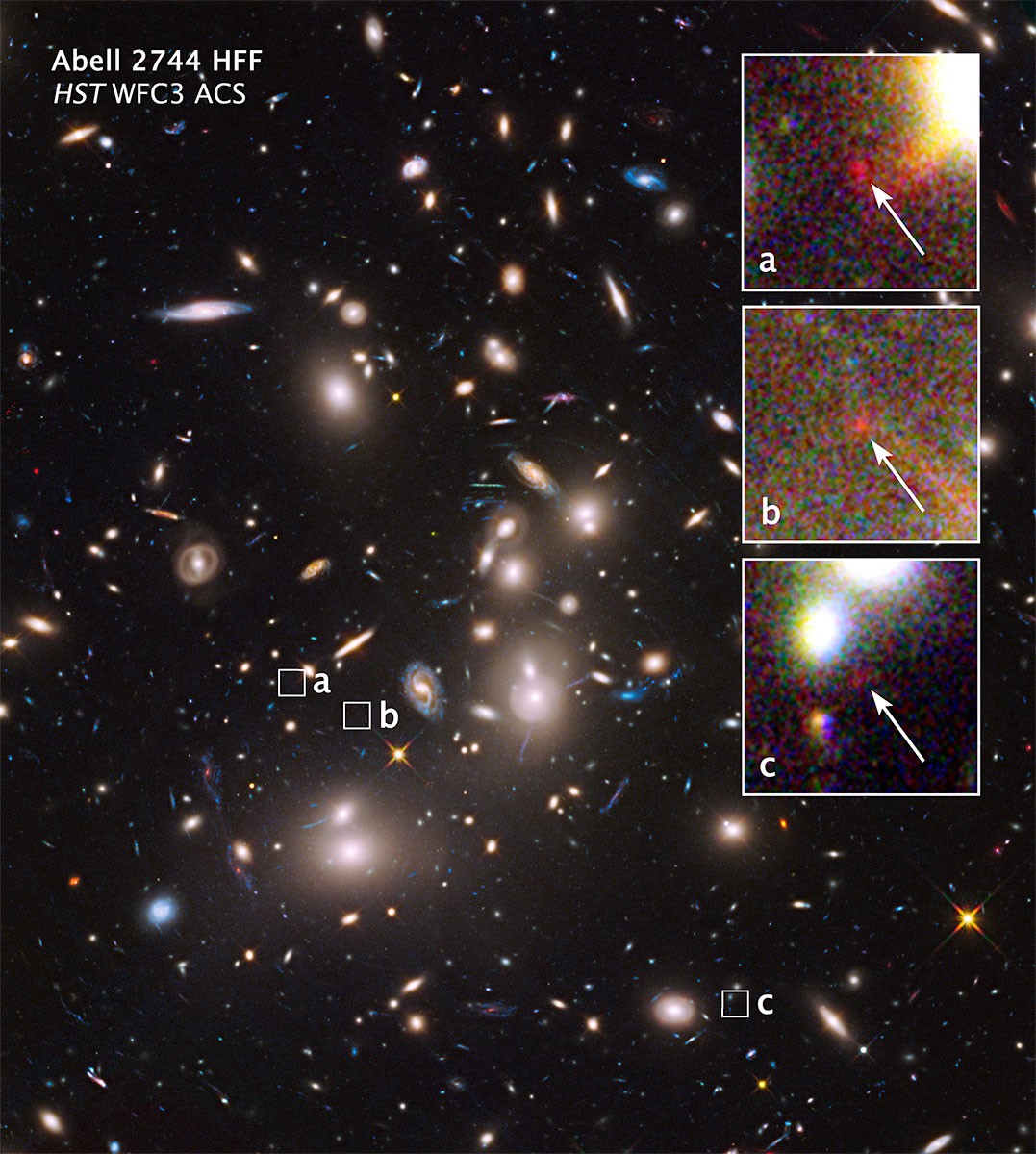
Скупчення галактик Abell 2744 — надзвичайно далекі галактики, виявлені з допомогою гравітаційного лінзування (16 жовтня 2014)[9].